# Apeomyoides
Apeomyoides savagei — викопний гризун з міоцену США, єдиний вид у роду Apeomyoides. Він відомий з уламків щелеп і окремих зубів із стоянки раннього барстовського періоду, приблизно 15–16 мільйонів років тому, у Неваді. Разом з іншими видами з розрізнених місць у США, Японії та Європі Apeomyoides класифікується в підродині Apeomyinae вимерлої родини гризунів Eomyidae. Apeomyoides є рідкісною, але широко поширеною групою, яка, можливо, була пристосована до відносно сухого середовища проживання.
Apeomyoides був великою еомідою з високими коронковими зубами та великим проміжком між різцями та щічними зубами. Крім того, щічні зуби — премоляри та моляри — наближаються до білофодонтної форми з двома чіткими частками. Крім того Apeomyoides вирізняються прямокутною формою щічними зубами. Четвертий нижній премоляр (p4) більший за моляри позаду нього і має два корені, тоді як нижні моляри мають три.